# Ioan Maior
Ioan Maior (n. 2 aprilie 1861, Tâmpăhara, — d. mai 1921) a fost un preot și protopop greco-catolic, deputat în Marea Adunare Națională de la Alba Iulia, organismul legislativ reprezentativ al „tuturor românilor din Transilvania, Banat și Țara Ungurească”, cel care a adoptat hotărârea privind Unirea Transilvaniei cu România, la 1 decembrie 1918.:p. 77

## Biografie
Ioan Maior s-a născut din părinți români agricultori. Școala primară a urmat-o în comuna natală și Liceul „Sfântul Vasile cel Mare” din Blaj. A terminat mai apoi Cursurile Academiei Teologice la Budapesta în 1885. La 1 august 1885 s-a căsătorit și a fost trimis de către Mitropolitul Vancea la Câmpeni ca învățător și ajutor de preot (capelan). Cu toate acestea, Ioan Maior și-a dorit să fie celib și profesor la școlile din Blaj. La Câmpeni a funcționat ca profesor timp de 10 luni, de unde a trecut ca paroh la Roșia Montana în primăvara anului 1886 până în luna iulie 1901. Ulterior a fost numit protopopul tractului și parohul Aiudului unde a clădit biserica și casa parohială de aici, și astfel a îmbunătățit starea materială a parohială. De asemenea, a făcut multe îmbunătățiri și în parohiile din tract. A fost, de asemenea, președintele despărțământului Aiud al Astrei. A decedat în luna mai 1921 și a fost înmormântat în comuna natală Rădești în cimitirul de lângă biserica clădită de către episcopul Demetriu Radu al Oradiei.:pp.171-172

## Activitatea politică
A fost un luptător român în centrul maghiar din orașul Aiud. 
Ca deputat în Adunarea Națională din 1 decembrie 1918 a reprezentat, ca delegat Protopopiatul greco-catolic Aiud, județul Alba Iulia.:p. 171:p. 16